# Johannes VIII. (Konstantinopel)

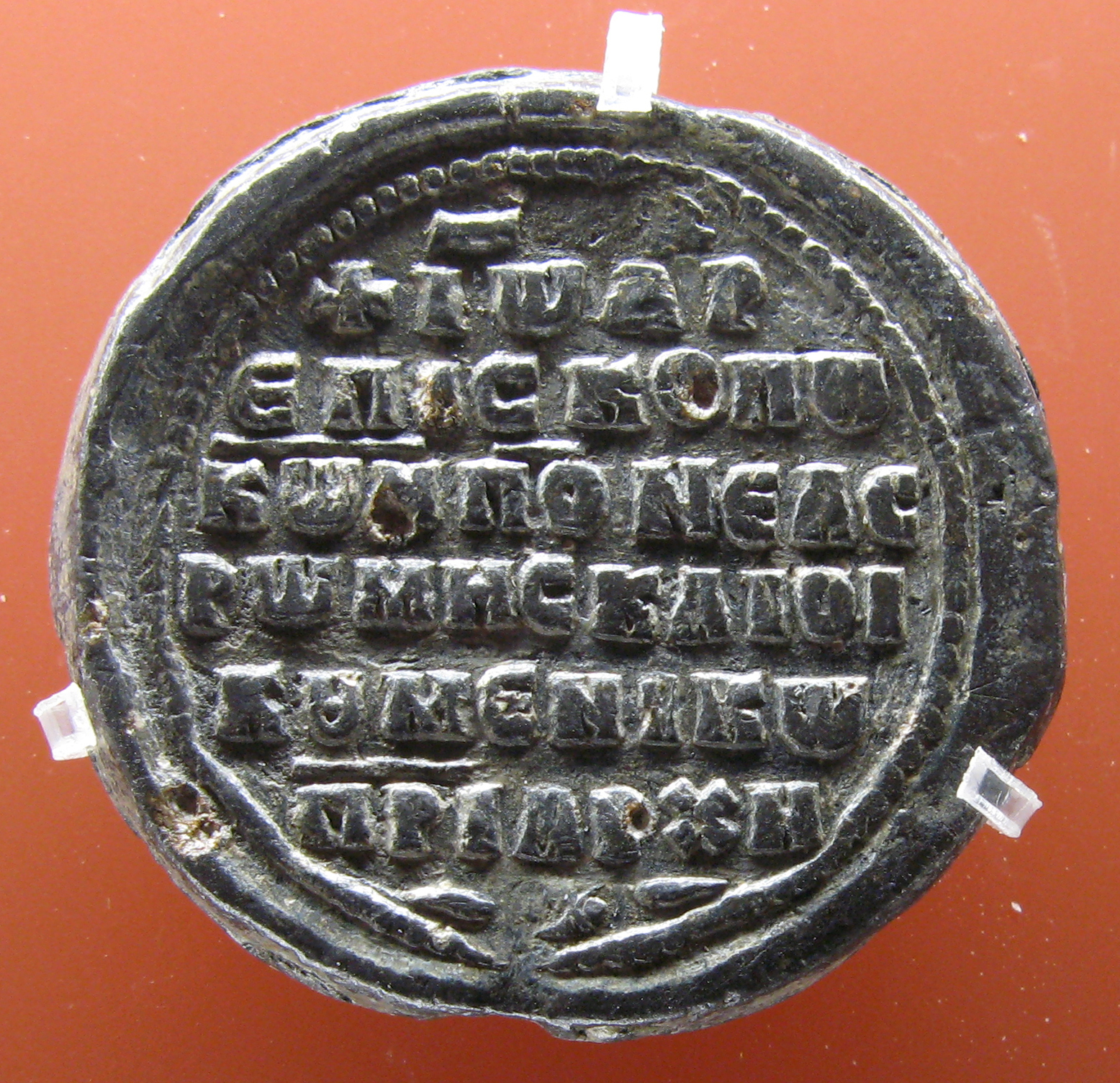
Seal

Johannes VIII. Xiphilinos (* um 1010/1012 in Trapezunt; † 1075) war von 1064 bis zu seinem Tod Patriarch von Konstantinopel.
Er war Schüler von Johannes Mauropous, dem späteren Erzbischof von Euchaita. Zu dieser Zeit lernte er den späteren Geschichtsschreiber Michael Psellos kennen. Xiphilinos wurde Vorsteher der Juristischen Fakultät der Universität von Konstantinopel. Unter Konstantin IX. fiel er am Hof in Ungnade und trat mit Psellos in das berühmte Kloster auf dem Mons Olympus ein. Während Psellos bald wieder an den Hof zurückkehrte, wurde er Abt eines Klosters in Anatolien und schließlich, gegen seinen Willen 1064 nach dem Tod von Konstantin III. Lichoudas zum Patriarchen von Konstantinopel gewählt, obwohl er lieber Abt geblieben wäre.
Als die Kaiserinwitwe Eudokia Makrembolitissa sich wieder verheiraten wollte, war es besonders Xiphilinos, der darauf bestand, dass sie den Eid, sich nie wieder zu verehelichen, den sie ihrem sterbenden Ehemann gegeben hatte, halten müsse. Um ihn umzustimmen, unterbreitete sie dem Patriarchen mit Hilfe eines der Hofeunuchen den Vorschlag, sie könne seinen Bruder Bardas heiraten. Xiphilinos scheint von dem Vorschlag angetan gewesen zu sein und unterbreitete ihn dem Senat. Schließlich stimmte er jedoch der Heirat der Kaiserinnenwitwe mit Romanos IV. Diogenes zu, vermutlich, weil sein Bruder allgemein als ungeeigneter Ehepartner angesehen wurde, wie der Historiker Johannes Skylitzes berichtet.